# Isotopes du hassium
Le hassium (Hs, numéro atomique 108) est un élément synthétique qui n'a par conséquent pas de masse atomique standard. Comme tous les éléments synthétiques, il ne possède aucun isotope stable. Le premier isotope synthétisé est 265Hs en 1984. Douze radioisotopes sont connus, de 263Hs à 277Hs, ainsi que quatre isomères (dont deux non confirmés). L'isotope à la plus grande durée de vie connue est 270Hs avec une demi-vie d'environ 30 secondes.

## Table
| Symbole du nucléide | Z (p)                | N (n)                | Masse isotopique (u) | Demi-vie      | Modes de désintégration, | Isotope(s) fils | Spin nucléaire |
| Symbole du nucléide | Énergie d'excitation | Énergie d'excitation | Énergie d'excitation | Demi-vie      | Modes de désintégration, | Isotope(s) fils | Spin nucléaire |
| ------------------- | -------------------- | -------------------- | -------------------- | ------------- | ------------------------ | --------------- | -------------- |
| 263Hs               | 108                  | 155                  | 263,12856(37)        | 760(40) µs    | α                        | 259Sg           | 7/2+           |
| 264Hs               | 108                  | 156                  | 264,12836(3)         | 540(300) µs   | α (50 %)                 | 260Sg           | 0+             |
| 264Hs               | 108                  | 156                  | 264,12836(3)         | 540(300) µs   | FS (50 %)                | (divers)        | 0+             |
| 265Hs               | 108                  | 157                  | 265,129793(26)       | 1,96(0,16) ms | α                        | 261Sg           | 9/2+           |
| 265mHs              | 300(70) keV          | 300(70) keV          | 300(70) keV          | 360(150) µs   | α                        | 261Sg           | 3/2+           |
| 266Hs               | 108                  | 158                  | 266,13005(4)         | 3,02(0.54) ms | α (68 %)                 | 262Sg           | 0+             |
| 266Hs               | 108                  | 158                  | 266,13005(4)         | 3,02(0.54) ms | FS (32 %)                | (divers)        | 0+             |
| 266mHs              | 1100(70) keV         | 1100(70) keV         | 1100(70) keV         | 280(220) ms   | α                        | 262Sg           | 9-             |
| 267Hs               | 108                  | 159                  | 267,13167(10)        | 55(11) ms     | α                        | 263Sg           | 5/2+           |
| 267mHs              | 39(24) keV           | 39(24) keV           | 39(24) keV           | 990(90) µs    | α                        | 263Sg           |                |
| 268Hs               | 108                  | 160                  | 268,13187(30)        | 1,42(1,13) s  | α                        | 264Sg           | 0+             |
| 269Hs               | 108                  | 161                  | 269,13375(13)        | 27(17) s      | α                        | 265Sg           | 9/2+           |
| 270Hs               | 108                  | 162                  | 270,13429(27)        | 30 s          | α                        | 266Sg           | 0+             |
| 271Hs               | 108                  | 163                  | 271,13717(32)        | ~4 s          | α                        | 267Sg           |                |
| 273Hs               | 108                  | 165                  | 273,14168(40)        | 760 ms        | α                        | 269Sg           | 3/2+           |
| 275Hs               | 108                  | 167                  | 275,14667(63)        | 290(150) ms   | α                        | 271Sg           |                |
| 277Hs               | 108                  | 169                  | 277,15190(58)        | 11(9) ms      | FS                       | (divers)        | 3/2+           |
| 277mHs,             | 100(100) keV         | 100(100) keV         | 100(100) keV         | 130(100) s    | FS                       | (divers)        |                |

1. ↑  Abréviations :
FS : fission spontanée.
2. 1 2 3 4 5 6 7 8 9 10 11 12 13 14 15 16 17 18  Ces valeurs ne sont pas purement dérivées des données expérimentales, mais aussi au moins en partie à partir des tendances systématiques. Les spins avec des arguments d'affectation faibles sont entre parenthèses.
3. ↑  Pas directement synthétisé, produit de désintégration de 270Ds
4. 1 2  L'existence de cet isomère n'est pas confirmée
5. ↑  Pas directement synthétisé, fait partie de la chaîne de désintégration de 277Cn
6. ↑  Pas directement synthétisé, fait partie de la chaîne de désintégration de 285Fl
7. ↑  Pas directement synthétisé, fait partie de la chaîne de désintégration de 287Fl
8. 1 2  Pas directement synthétisé, fait partie de la chaîne de désintégration de 289Fl